# Simone David-Constant
Simone Alphonsine Alice David-Constant, née le 25 janvier 1917, est la première femme liégeoise à être nommée professeure dans la Faculté de Droit de l'Université de Liège.

## Études
Simone David-Constant entame des études de droit à l'Université de Liège en 1934. Elle en sort en 1941 avec la plus grande distinction.
Son doctorat à peine terminé, elle entame un stage d'avocate sous la direction du Bâtonnier Haversin de Lexhy jusqu'en 1948. Durant cette période, elle obtient une licence en science sociale avec à nouveau la plus grande distinction et rentre au service du professeur Paul Horion en tant qu'assistante.
À la fin de son stage d'avocate, elle est nommée cheffe de Travaux au Centre interfacultaire du travail et ce jusqu'en 1957. Cette année-là, elle défend une thèse d'agrégation ("la réparation des accidents du travail")et est chargée de cours à la Faculté de Droit de Liège.
Quatre ans plus tard, elle devient professeure ordinaire.

## Vie publique
En 1959, elle obtient le poste d'administratrice/directrice du Centre interuniversitaire belge de droit social.
Lorsqu'elle devient professeure ordinaire, elle rejoint le Conseil d'Administration de l'Université de Liège en tant que secrétaire honoraire.
De 1966 à 1968, elle est membre du groupe de travail institué par le Ministère de la Justice en vue d'examiner les problèmes posés par les accidents de la circulation en matière de responsabilité, d'assurance et d’indemnisation des victimes. Cette dernière année, elle est également membre de la sous-commission "De l'exécution des obligations" établie au sein de la Commission Benelux pour l'étude de l'Unification du Droit.
Douze années plus tard, pour une période d'un an, elle est nommée doyenne de la faculté de Droit, d'Économie et de Sciences sociales de l'Université de Liège.
Elle a, en outre, été vice présidente du groupe belge de l'association Henri Capitant des amis de la culture juridique française, membre du Conseil scientifique de la Revue belge de sécurité sociale, membre du Comité d'étude et de législation de la Fédération Royale des Notaires de Belgique et membre correspondant de l'Académie royale de Belgique. Classe des lettres, section des sciences morales et politiques.
Elle a été professeure à l'étranger : professeure d'échange aux Universités de Strasbourg et de Naples et professeure à la Faculté internationale pour l'enseignement du droit comparé.
Elle accède à l'éméritat en 1984.

## Vie privée
La juriste belge est  la mère de Geneviève Constant et devient l'épouse du Procureur Jean Constant en 1963. Son mari accède à l'éméritat en 1972 et décède en 1986.

## Prise de position
Simone David-Constant a préféré accoler son nom à celui de son mari car elle était déjà connue sous son nom de jeune fille. Cet acte, tout comme sa thèse, ont fait penser qu'elle était une figure du féminisme. Le sujet évoqué ("la condition juridique de la femme") lors de son accession en 1970 à la Chaire Suzanne Tassier de la Faculté de philosophie et lettres de l'Université Libre de Bruxelles laisse sous-entendre également la même issue.
Cependant, Christine Biquet fait remarquer que Simone David-Constant ne se revendiqua jamais comme telle.

## Hommages

### Fonds
Le Fonds David-Constant a été créé en 2003 par une disposition testamentaire.
Il soutient trois domaines :
- La protection de l’enfance défavorisée
- Le soutien de la restauration du patrimoine liégeois
- La promotion des études et des recherches dans le domaine du droit à Liège

Ce fonds est géré par la Fondation Roi Baudoin qui s'occupe de 115 fonds. Chaque année, 150 000 euros sont débloqués par domaine pour le Fonds David-Constant. Michèle Vanwijck-Alexandre, professeur émérite à l’Université de Liège, préside actuellement le fonds.
La testatrice a en outre clairement exprimé sa volonté de privilégier les projets trouvant leur réalisation en terre liégeoise.
Le fonds contribue à la mise en place de bourse d’études et de séjours scientifiques, à la participation à des concours de plaidoiries internationales, à l’organisation de conférence ainsi qu’aux attributions de la médaille David-Constant chaque année. Ces médailles récompensent le meilleur étudiant en droit, en science politique et en criminologie, pour l’ensemble des résultats obtenus au cours de leurs études à la Faculté de Droit, de Science Politique et de Criminologie de l’Université de Liège.

### Architecture
Un rond-point à Liège porte son nom.

## Publications
- DAVID-CONSTANT S., « Le problème des fictions en droit civil, Les journées de Liège de l’association Capitant », J.T., 1947, p. 6148[14]
- DAVID-CONSTANT S., « L’université honore son recteur de guerre : Monsieur Léon Graulich », J.T., 1948, p. 177[14].
- DAVID-CONSTANT S., « Responsabilité civile. Cumul d’indemnités », J.T., 1948, p. 187[14].
- DAVID-CONSTANT S., « Accident sur le chemin du travail », J.T., 1948, p. 335[14].
- DAVID-CONSTANT S., « Prescription en matière de contrat de travail », J.T., 1948, p. 382[14].
- DAVID-CONSTANT S., « Accident dû à un fait de guerre », J.T., 1949, p. 59[14].
- DAVID-CONSTANT S., « Accident du travail et salaire de base », J.T., 1949, p. 199[14].
- DAVID-CONSTANT S., « Licéité des retenues sur les salaires », J.T., 1949, p. 284[14].
- DAVID-CONSTANT S., « Notion du fait de guerre dans l’assurance-loi », J.T., 1949, p. 375[14].
- DAVID-CONSTANT S., « Accident du travail et acte de dévouement », J.T., 1949, p. 380[14].
- DAVID-CONSTANT S., « Locateur de services contractuels et agent statutaire », J.T., 1950, p. 144[14].
- DAVID-CONSTANT S., « Accident du travail et responsabilité de droit commun », J.T., 1950, p. 291[14].
- DAVID-CONSTANT S., « Contrat de travail et contrat de dépôt accessoires », J.T., 1950, p. 501[14].
- DAVID-CONSTANT S., « De la nature juridique des cotisations patronales à la sécurité sociale », Recueil de travaux du Centre interfacultaire du Travail de l’Université de Liège, 1950, p. 85 et Bull. ass., 1950, p. 719[14].
- DAVID-CONSTANT S., Le bâtonnier Haversin de Lexhy, Édition copy-press, Liège, 1951[14].
- DAVID-CONSTANT S., « Accidents du travail et maladies professionnelles », J.T., 1951, p. 2[14].
- DAVID-CONSTANT S., « La propriété commerciale aux Journées Capitant », 1951, en collaboration avec J-G. Renauld, J.T., 1951, p. 333[14].
- DAVID-CONSTANT S., « Accident sur le chemin du travail », J.T., 1951, p. 333[14].
- DAVID-CONSTANT S., « Accident mortel du travail – Rente aux ayants droit », J.T., 1951, p. 415[14].
- DAVID-CONSTANT S., « Contrat de louage de services. Fondement du droit au préavis », J.T., 1951, p. 420[15].
- DAVID-CONSTANT S., « Accident sur le chemin du travail et responsabilité contractuelle des tiers », J.T., 1951, p. 498[15].
- DAVID-CONSTANT S., « Les journalistes sont-ils des employés ? », J.T., 1951, p. 589[15].
- DAVID-CONSTANT S., « Accident du travail et état pathologique antérieur de la victime », J.T., 1952, p. 435[15].
- DAVID-CONSTANT S., « Le salaire de base en matière d’accident du travail survenu dans une entreprise discontinue », J.T., 1952, p. 455[15].
- DAVID-CONSTANT S., « Accident du travail et contrat d’emploi. Cumul d’indemnités et recours de l’assureur-loi », J.T., 1952, p. 526[15].
- DAVID-CONSTANT S., « La maladie de l’employé supérieur rompt-elle le contrat de louage de services ? », J.T., 1952, p. 586[15].
- DAVID-CONSTANT S., « Accident du travail – Nature du recours de l’assureur-loi contre le tiers, auteur du dommage », J.T., 1952, p. 607[15].
- DAVID-CONSTANT S., « Les effets de la grève sur les contrats de louage de services », Recueil de travaux du Centre interfacultaire du travail de l’Université de Liège, t. II, 1952, p. 43[15].
- DAVID-CONSTANT S., « La nature juridique des cotisations à la sécurité sociale », R.D.S., 1952, p. 169[15].
- DAVID-CONSTANT S., « La rémunération du travail supplémentaire et la prescription des actions en paiement du sursalaire », J.T., 1953, p. 192[15].
- DAVID-CONSTANT S., « La réserve mathématique et le recours de l’assureur-loi contre le tiers responsable d’un accident du travail », J.T., 1954, p. 185[15].
- DAVID-CONSTANT S., « La loi du 16 mars 1954 complétant la réparation des dommages résultant des accidents du travail », J.T., 1954, p. 309[15].
- DAVID-CONSTANT S., « De la réparation des incapacités permanentes de travail selon le forfait légal et selon le droit commun », J.T., 1954, p. 662[15].
- DAVID-CONSTANT S., « La famille dans le droit social », R.D.S., 1954, p. 147[15].
- DAVID-CONSTANT S., « De l’indemnisation des incapacités permanentes de faible importance », Rev. Séc. Soc., 1954, p. 338[15].
- DAVID-CONSTANT S., « Accidents du travail et maladies professionnelles », J.T., 1955, p. 209[15].
- DAVID-CONSTANT S., « Illicéité des conventions établissant un régime de non-cumul du salaire et des indemnités légales consécutives à un accident du travail », J.T., 1955, p. 640[15].
- DAVID-CONSTANT S., « De la responsabilité de l’administrateur-délégué d’une société anonyme en matière d’accident du travail », R.C.J.B., 1955, p. 299[15].
- DAVID-CONSTANT S., « La sécurité sociale, facteur de transformation du droit privé, en particulier du droit de la famille », Ann. Fac. Dr. Liège, 1957, p. 7[16].
- DAVID-CONSTANT S., Responsabilité civile et risque professionnel, Bruxelles, Larcier, 1958[16].
- DAVID-CONSTANT S., « Accident du travail – Incapacité temporaire partielle », J.T., 1959, p. 635[16].
- DAVID-CONSTANT S., « Dualité de statut juridique des ouvriers et des employés », R.D.S., 1959, p. 218 bis[16].
- DAVID-CONSTANT S., « Des modifications conventionnelles de la responsabilité. Dommages aux personnes et aux biens dans la vie interne de l’entreprise », Ann. Fac. Dr. Liège, 1959, p. 460[16].
- DAVID-CONSTANT S., « Est-ce le degré d’inaptitude au travail ou la diminution effective des revenus de la victime d’un accident du travail qui est la mesure de sa dévaluation économique ? », J.T., 1959, p. 635[16].
- DAVID-CONSTANT S., « Soixante-quinze ans de droit social », J.T., 1960, p. 208[16].
- DAVID-CONSTANT S., « La notion de subordination », R.D.S., 1960, p. 206[16].
- DAVID-CONSTANT S., « Chronique de droit belge » (en collaboration avec Cl. Renard et P. Graulich), Rev. Trim. dr. civ., 1960, p. 199[16].
- DAVID-CONSTANT S., « Les notions d’égalité et de discrimination en droit, Journées luxembourgeoises de l’Association Capitant », J.T., 1961, p. 429[16].
- DAVID-CONSTANT S., « Chronique de droit belge » (en collaboration avec Cl. Renard et P. Graulich), Rev. trim. dr. civ., 1961, p. 208[16].
- DAVID-CONSTANT S., « Vers une nouvelle éclipse de la faute lourde », in En hommage à Victor Gothot, Fac. Dr. Liège, 1962, p. 117[16].
- DAVID-CONSTANT S., « Chronique de droit belge » (en collaboration avec Cl. Renard et P. Graulich), Rev. trim. dr. civ., 1962, p. 210[16].
- DAVID-CONSTANT S., L’influence de la sécurité sociale sur la responsabilité civile, in Mélanges offerts à René Savatier, Paris, Dalloz, 1965, p. 235 et J.T., 1965, p. 241[16].
- DAVID-CONSTANT S., « Hommage au professeur Jean Dabin », Ann. Fac. dr. Lg., 1964, p. 5[16].
- DAVID-CONSTANT S., « La responsabilité extra-contractuelle de l’Euratom, rapport national belge au 3e colloque de droit européen », Paris, F.I.D.E., 1965, p. 25[16].
- DAVID-CONSTANT S., « La responsabilité décennale des architectes et entrepreneurs dans les jurisprudences française et belge », in Mélange offerts à Pierre Voir in, Paris, Librairie générale de Droit et de jurisprudence, 1966, p. 162[16].
- DAVID-CONSTANT S., « Compte rendu de l’ouvrage de R.O. Dalcq, Les causes de la responsabilité », J.T., 1967, p. 705[16].
- DAVID-CONSTANT S., « À propos du bicentenaire de la naissance de Napoléon », J.T., 1969, p. 339[16].
- DAVID-CONSTANT S., « L’indemnité d’éviction, mode de protection du fonds de commerce en matière de bail commercial », R.C.J.B., 1969, p. 111[17].
- DAVID-CONSTANT S., Contrat-type et contrat d’adhésion en droit belge, in Rapports belges au VIIIe congrès international de droit comparé, Pescara, 1970, Bruxelles, C.I.D.C., 1970, p. 833[17].
- DAVID-CONSTANT S., « La condition juridique de la femme, Histoire d’une « décolonisation », leçon inaugurale de la Chaire Suzanne Tassier », J.T., 1971, p. 375[17].
- DAVID-CONSTANT S., « À la mémoire de Paul Horion, in Mélanges en hommage à Paul Horion. Fac. Dr. Liège, 1971, III à VII (en collaboration avec L. François et M. Jamoulle)[17].
- DAVID-CONSTANT S., « Le professeur Paul Horion », J.T., 1971, p. 103[17].
- DAVID-CONSTANT S., « Les obligations contractuelles dans l’œuvre d’Henri De page », J.T., 1973, p. 749[17].
- DAVID-CONSTANT S., « Vente immobilière sur faillite », Travaux du Comité d’Études et de Législation de la Fédération Royale des Notaires de Belgique, 1974, p. 295[17].
- DAVID-CONSTANT S., « Bail à ferme », Trav. Com. ét. et lég. not., 1974, p. 253[17].
- DAVID-CONSTANT S., « De la nature juridique des primes et gratifications », in Trav. Com. ét. et lég. not., 1974, p. 114[17].
- GERMAIN J-C., Les sportifs et le droit, Fac. Dr. Liège, 1975[17]. (Elle a fait la préface).
- DAVID-CONSTANT S., « Érosion monétaire et dettes de valeur », in Mélanges en hommage au professeur Jean Baugniet, Les services auxiliaires des revues notariales, Bruxelles, 1976, p. 113[17].
- DAVID-CONSTANT S., « La protection du voisinage et de l’environnement, in Travaux de l’Association Henri Capitant¸ t. XXVII, 1976, p. 63[17].
- DAVID-CONSTANT.S., « Érosion monétaire et droit privé », Ann. Droit, Louvain, 1977, p. 443[17].
- DAVID-CONSTANT S., « Des vivants et des morts dans le droit des obligations », J.T., 1977, p. 649[17].
- DAVID-CONSTANT S., « À propos des saisies-exécution immobilières, de la compétence du juge de paix et du juge des saisies », Trav. Com. ét. et lég. not., 1977, p. 146[17].
- DAVID-CONSTANT S., « Le transfert de la propriété par actes entre vifs, in Rapports belges au Xe Congrès international de droit comparé, Budapest, 1978, Bruxelles, C.I.D.C., Bruylant, 1978, 133[17].
- DAVID-CONSTANT S., « Information et discrétion endroit privé, in L’entreprise et ses devoirs d’information en matière économique et sociale, XXXie sém. c.D.V.a., Bruxelles, Bruylant, 1979, 13[17].
- DAVID-CONSTANT S., « Le dommage corporel au carrefour des techniques d’indemnisation », R.G.A.R., 1979, no 10.100[17].
- DAVID-CONSTANT S., « Journées interuniversitaires de droit public, allocution de bienvenue », Adm. publ., 1979-1980, p. 66[18].
- DAVID-CONSTANT S., « À la mémoire de Yolande Jadot », Ann. Fac. dr. Lg., 1980, 429 (en collaboration avec L. François et M. Jamoulle)[18].
- DAVID-CONSTANT S., « préface au numéro des Ann. Fac. dr. Lg., consacré à La réparation du dommage, 1980, 13[18].
- DAVID-CONSTANT S., « Le professeur René Clemens », Ann. Fac. dr. Lg., 1981, p. 11[18].
- DAVID-CONSTANT S., « La recherche scientifique et le droit », Ann. Fac. dr. Lg., 1981, p. 277[18].
- DAVID-CONSTANT S., « Le « Bon Père de famille » et l’an 2000, rétrospective et prospective, J.T., 1982, p. 152[18].
- VANWICJK A., Aspects nouveaux de la protection du créancier à terme, Fac. Dr. Liège, 1982. (Elle a fait la préface de l’ouvrage)[18].
- DAVID-CONSTANT S., « Error communis facit jus : adage subversif ? », Liber Amicorum Frédéric Dumon, Antwerpen, Kluwer Rechtswetenschappen, 1983[18].
- DAVID-CONSTANT S., « La fin d’une disgrâce : l’avènement de l’astreinte en droit belge », in Études dédiées à Alex Weill¸ Paris, Dalloz Litec, 1983, p. 185[18].